# 溫又柔
溫又柔（1980年5月14日— ）為台裔日語小說家。溫又柔母語包含中文及日文。

## 生平
溫又柔出生於台北市、3歳時移居日本，雙親皆為台灣人。溫又柔畢業於東京都立飛鳥高等学校、法政大学国際文化学部、同大学院国際文化専攻修士課程。溫又柔在大學師從川村湊、利比英雄。2009年、溫又柔以「好去好来歌」獲得第33回昴文學獎佳作、開始作家生涯。
2013年，溫又柔與管啓次郎、小野正嗣、木村友祐演出高山明演劇「東京ヘテロトピア」。
2016年，溫又柔以《我住在日語》』（台湾生まれ　日本語育ち）獲得第64回日本隨筆作家俱樂部年度大獎。2017年，溫又柔以《中間的孩子們》（真ん中の子どもたち）入圍第157回芥川龍之介獎。

## 著作
- 《來福之家》（来福の家、集英社、2011年）

　（台灣譯本：郭凡嘉譯，聯合文學，2014年3月7日）
- 「母のくに」（『すばる』2011年3月号）
- 《我住在日語》（台湾生まれ 日本語育ち、白水社、2015年）

　（台灣譯本：黃耀進譯，聯合文學，2017年3月17日）
- 《中間的孩子們》（真ん中の子どもたち、『すばる』2017年4月号）

　（台灣譯本：郭凡嘉譯，聯合文學，2018年5月24日）
- 《機場時光》（空港時光、『河出書房新社』2018年）

　（台灣譯本：黃耀進譯，台灣商務，2019年10月15日）　

## 関連項目
- 楊逸

## 外部連結
- 白水社：連載・エッセイ　失われた母国語を求めて
- リービ英雄と温又柔